# Mustafa Suleyman
Mustafá Suleyman  (n. agosto de 1984) es un investigador y empresario británico dedicado a la inteligencia artificial (IA). Es CEO de Microsoft AI, y fue cofundador y director de DeepMind,una empresa de IA aplicada, adquirida por Google y ahora propiedad de Alphabet. En 2022, cofundó Inflection AI,empresa fabricante de hardware de inteligencia artificial, que dirige.

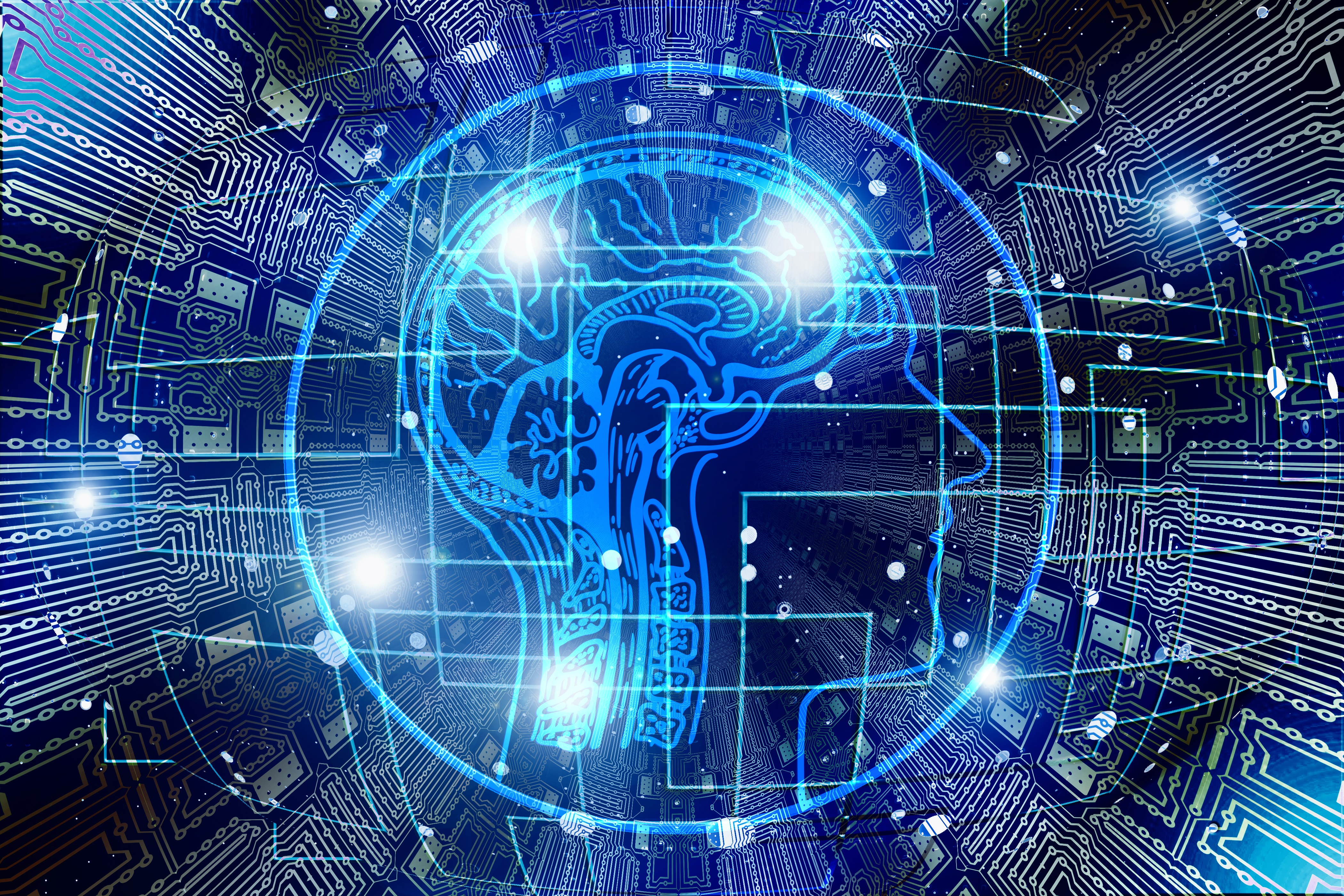
El desarrollo de la inteligencia artificial es el campo profesional de Mustafa Suleyman

## Primeros años de vida
Suleyman es hijo de un taxista nacido en Siria y de una enfermera inglesa.
Creció en Caledonian Road, en el distrito londinense de Islington. Ahí vivió con sus padres y sus dos hermanos menores.
Suleyman inició su primaria en Thornhill, ⁣ una escuela estatal en Islington, y la continuó en Queen Elizabeth's School, un plantel para niños, en Barnet. Por esa época, conoció a Demis Hassabis, cofundador de DeepMind, a través de su mejor amigo, el hermano menor de Demis. Suleyman ha dicho que él y Hassabis hablaban de qué tendrían que hacer para impactar al mundo.

## Carrera
A los 19 años, Suleyman abandonó Mansfield College, uno de los colegios de la Universidad de Oxford, para colaborar con su amigo de la universidad, Mohammed Mamdani, en el arranque de la Línea de ayuda para jóvenes musulmanes,un servicio de asesoría   telefónica. Posteriormente, la organización se convirtió en uno de los mayores servicios de apoyo a la salud mental para musulmanes en el Reino Unido.
Después, Suleyman trabajó como responsable de políticas sobre derechos humanos para Ken Livingstone, el alcalde de Londres. Luego fundó Reos Partners, una consultoría de "cambio sistémico" que aborda los problemas sociales usando la metodología de resolución de conflictos. Como negociador y facilitador, Mustafá trabajó para una amplia gama de clientes como las Naciones Unidas, el gobierno neerlandés y el Fondo Mundial para la Naturaleza.
En 2010, Suleyman fundó, junto con Demis Hassabis y Shane Legg, DeepMind Technologies, una empresa líder en inteligencia artificial (IA) y se convirtió en su director de producto. En 2014, cuando DeepMind fue comprada por Google, se convirtió en jefe de IA aplicada en DeepMind.
Desde junio de 2019, Suleyman es miembro de la junta directiva de The Economist Group, que publica el periódico The Economist.

### DeepMind
DeepMind Technologies era una empresa de inteligencia artificial y aprendizaje automático que rápidamente se convirtió en uno de los líderes del sector de la IA. Contó con el respaldo de Founders Fund, Elon Musk y Scott Banister, entre otros.
En 2014, Google compró DeepMind por 400 millones de libras.En ese momento, fue la mayor adquisición de la empresa en Europa. Tras la adquisición, Suleyman fue nombrado jefe de IA aplicada en DeepMind. Era responsable de integrar la tecnología de la empresa en una amplia gama de productos de Google.
En febrero de 2016, Suleyman lanzó DeepMind Health,en la Royal Society of Medicine. DeepMind Health crea tecnología médica para que el Servicio Nacional de Salud (Reino Unido) NHS, y otros socios mejoren los servicios de atención de primera línea. Bajo Suleyman, DeepMind también colaboró en investigación con organizaciones de atención médica en el Reino Unido, incluido Moorfields Eye Hospital NHS Foundation Trust.
En 2016, Suleyman lideró un esfuerzo para aplicar los algoritmos de aprendizaje automático de DeepMind para ayudar a reducir el consumo de energía necesaria para enfriar los centros de datos de Google. Tras evaluar los miles de millones de posibles combinaciones de acciones que los operadores del centro de datos podrían realizar, el sistema elaboró recomendaciones basadas en el uso de energía previsto: descubrió nuevos métodos de refrigeración, que condujeron a una reducción de hasta el 40 % de la cantidad de energía utilizada para la refrigeración y a una mejora del 15 % en la eficiencia energética general de los edificios.
En agosto de 2019, Suleyman recibió una licencia administrativa por haber sido acusado de intimidar a empleados.La empresa contrató a un abogado externo para investigar. Poco después, Suleyman fue nombrado vicepresidente de Google, la empresa matriz. Cuando se dieron los resultados de la investigación y Business Insider publicó detalles adicionales, la dirección de DeepMind envió un correo electrónico al personal explicando que el "estilo de gestión de Suleyman no cumplió" con los estándares esperados.
En diciembre de 2019, Suleyman anunció que dejaría DeepMind para unirse a Google, en un puesto político.
También en 2019, Suleyman fue condecorado con la Gran Cruz de Caballero de la Orden del Imperio Británico (GBE) por sus contribuciones en el sector de la tecnología.

### Inflection AI
En enero de 2022, Suleyman dejó Google para unirse a Greylock Partners, como socio de riesgo.En marzo del mismo año, Suleyman fundó Inflection AI, con Reid Hoffman de Greylock. La empresa se fundó con el objetivo de hacer hardware que permita aprovechar "la IA para ayudar a los humanos a 'hablar' con las computadoras." Reclutó a expertos de Google, Meta y otras empresas. Recaudó 225 millones de dólares en su primera ronda de financiación.
En 2023, Inflection AI lanzó un chatbot llamado “Pi” para inteligencia personal. El bot "recuerda" conversaciones pasadas y, con el tiempo, parece reconocer a sus usuarios. Según Suleyman, el objetivo a largo plazo de Pi es convertirse en un “jefe de personal” digital, con un diseño inicial centrado en mantener un diálogo conversacional con los usuarios, hacer preguntas y ofrecer apoyo emocional.

### Ética de la IA
Suleyman ocupa un lugar destacado en el debate sobre la ética de la IA. Desarrolla ampliamente la necesidad de que empresas, gobiernos y sociedad civil se unan para responsabilizar a los tecnólogos por los impactos de su trabajo. Aboga por rediseñar los incentivos en la industria tecnológica, para que los líderes empresariales vean la conveniencia de priorizar la responsabilidad social, junto con sus deberes fiduciarios. Dentro de DeepMind, creó una unidad de investigación llamada DeepMind Ethics & Society para estudiar los impactos de la IA en el mundo real y ayudar a los tecnólogos a poner la ética en práctica.
Suleyman también es copresidente fundador de Partnership on AI,organización sin fines de lucro, que incluye representantes de empresas como Amazon, Apple, DeepMind, Meta, Google, IBM y Microsoft. La organización estudia y formula mejores prácticas para las tecnologías de IA, promueve la comprensión del público sobre la IA y sirve como una plataforma abierta para el debate y la participación sobre la IA y cómo afecta a las personas y la sociedad. Su junta directiva tiene igual representación de entidades sin fines de lucro y con fines de lucro.
En septiembre de 2023, Suleyman, en colaboración con el investigador Michael Bhaskar, publicó La ola que viene: Tecnología, poder y el gran dilema del siglo XXI, libro en el que analizan la disyuntiva entre aprovechar la tecnología para crear un mundo más sano y sostenible, de posibilidades sin parangón, o enfrentar una época de peligros inimaginables, por su aplicación sin restricciones. Proporciona un posible conjunto de soluciones para contenerlos.La obra fue preseleccionada para el premio al Libro de Negocios del Año del Financial Times 2023.